# Cadrema unimaculata
Cadrema unimaculata är en tvåvingeart som först beskrevs av Malloch 1927.  Cadrema unimaculata ingår i släktet Cadrema och familjen fritflugor. Inga underarter finns listade i Catalogue of Life.